# Флоренс Рена Сабін
Флоренс Рена Сабін (Florence Rena Sabin, 9 листопада 1871, Сентрал Сіті, Колорадо, США — 3 жовтня 1953, Денвер, Колорадо, США) — американська учена-медик, анатом, жінка-піонер у науці, перша жінка, яка стала повним професором у Школі медицини Університету Джонса Хопкінса і перша жінка, обрана членом Національної АН США (у 1925 році). Удостоєна Mary Woodard Lasker Public Service Award [en] * (1951), у 1973 році введена до Національної зали слави жінок .
Навчалася у Денвері, у Колорадо і в Вермонті, закінчила коледж Сміт у Массачусетсі (1893). У 1896 році вступила до Школи медицини Університету Джонса Хопкінса і закінчила її в 1900 році, а в 1917 стала там повним професором і першою жінкою в цій якості. З 1925 року вона — член Рокфеллерівського інституту медичних досліджень, з 1938 року — у відставці.